# Макогін Яків
Яків Макогін (англ. Yakiv Makohin or Jacob Makohin / Джейкоб Макогін; 27 вересня 1880, село В'язова, Галичина — 13 січня 1956, Бостон, США) — українсько-американський військовий, громадський діяч і меценат.

## Життєпис
Народився 27 вересня 1880 р., ймовірно у селі В'язова Жовківського повіту на Галичині (нині Жовківський район, Львівська область, Україна).
У 1903 р. емігрував до США, отримав американське громадянство. З 1905 р. до 1921 р. служив у Корпусі морської піхоти США. Згідно з деякими джерелами, під час Першої світової війни, а також пізніше, працював для американської розвідки. У 1920 р. одружився з Сузаною Фаллон, яка, згідно з більшістю джерел, була дочкою заможного американського адмірала.
У 1920-х рр. під час подорожей до Австрії, Польщі, Румунії та Чехословаччини, увійшов у зв'язки з провідними українськими політичними діячами, головно з-поміж прихильників екзильних урядів Української Народної Республіки та Західно-Української Народної Республіки. У жовтні 1930 р. у Львові мав зустріч з діячами Українського національно-демократичного об'єднання і зібрав інформацію про наслідки репресивних заходів польської влади проти українського населення, відомих як «Пацифікація». Дізнавшись про його діяльність, польська влада видворила його з Польщі.
Повернувшись до США, почав поширювати серед українців Північної Америки ідею об'єднання сил усіх українських еміграційних організацій для проведення інформаційно-політичної акції в Європі, яку він був готовий фінансувати. Отримав підтримку зокрема від Союзу Українців Самостійників у Канаді. У березні 1931 р. заснував у Лондоні Українське Бюро, яке мало бути головним центром зазначеної акції, а відтак подібні установи в інших європейських столицях, у тому числі в Женеві і Празі.
Продовжував підтримувати зв'язки з українськими організаціями та політичними діячами у різних країнах і жертвував на українські справи, зокрема на Музей визвольної боротьби України у Празі.
На початку Другої світової війни жив в Алассіо (Італія), звідки повернувся до США у 1940 або 1941 р. Після повернення до США відійшов від активної участі в українському русі.
Помер 13 січня 1956 р. у Бостоні (Массачусетс, США); похований на Арлінґтонському національному цвинтарі (Вірджинія, США)